# العلاقات الأسترالية الجورجية
العلاقات الأسترالية الجورجية هي العلاقات الثنائية التي تجمع بين أستراليا وجورجيا.

## مقارنة بين البلدين
هذه مقارنة عامة ومرجعية للدولتين:
| وجه المقارنة                                              | أستراليا                                   | جورجيا                          |
| --------------------------------------------------------- | ------------------------------------------ | ------------------------------- |
| المساحة (كم2)                                             | 7.69 مليون                                 | 69.70 ألف                       |
| عدد السكان (نسمة)                                         | 24.51 مليون                                | 3.72 مليون                      |
| الكثافة السكانية (ن./كم²)                                 | 3.19                                       | 53.37                           |
| العاصمة                                                   | كانبرا، ملبورن                             | تبليسي، كوتايسي                 |
| اللغة الرسمية                                             | لغة إنجليزية                               | اللغة الجورجية، اللغة الأبخازية |
| العملة                                                    | دولار أسترالي، جنيه إسترليني، جنيه أسترالي | لاري جورجي                      |
| الناتج المحلي الإجمالي (بليون دولار)                      | 1.32 تريليون                               | 15.16 مليار                     |
| الناتج المحلي الإجمالي (تعادل القوة الشرائية) بليون دولار | 1.10 تريليون                               | 35.68 مليار                     |
| الناتج المحلي الإجمالي الاسمي للفرد دولار أمريكي          | 56.31 ألف                                  | 3.79 ألف                        |
| الناتج المحلي الإجمالي للفرد دولار أمريكي                 | 45.92 ألف                                  |                                 |
| مؤشر التنمية البشرية                                      | 0.939                                      | 0.754                           |
| رمز المكالمات الدولي                                      | +61                                        | +995                            |
| رمز الإنترنت                                              | .au                                        | .ge، .გე ‏                       |
| المنطقة الزمنية                                           |                                            | ت ع م+04:00                     |

## منظمات دولية مشتركة
يشترك البلدان في عضوية مجموعة من المنظمات الدولية، منها:
| علم المنظمة | اسم المنظمة                   | تاريخ انضمام أستراليا | تاريخ انضمام جورجيا |
| ----------- | ----------------------------- | --------------------- | ------------------- |
|             | يونسكو                        | 4 نوفمبر 1946         | 7 أكتوبر 1992       |
|             | الفريق المعني برصد الأرض      | ?                     | ?                   |
|             | مؤسسة التمويل الدولية         | 20 يوليو 1956         | 29 يونيو 1995       |
|             | مؤسسة التنمية الدولية         | 24 سبتمبر 1960        | 31 أغسطس 1993       |
|             | منظمة التجارة العالمية        | ?                     | 14 يونيو 2000       |
|             | الاتحاد البريدي العالمي       | ?                     | ?                   |
|             | الاتحاد الدولي للاتصالات      | 27 مايو 1878          | 7 يناير 1993        |
|             | الأمم المتحدة                 | 1 نوفمبر 1945         | 31 يوليو 1992       |
|             | البنك الدولي للإنشاء والتعمير | 5 أغسطس 1947          | 7 أغسطس 1992        |
|             | المنظمة الهيدروغرافية الدولية | ?                     | ?                   |

## وصلات خارجية
- موقع وزارة الخارجية الأسترالية
- موقع وزارة الخارجية الجورجية